# Bergkirchen
Bergkirchen este o comună aflată în districtul Dachau, landul Bavaria, Germania.